# Lista de municípios do Amazonas

Mapa do Amazonas e seus 62 municípios

Os municípios do Amazonas são as subdivisões oficiais do estado brasileiro do Amazonas, localizado na região Norte do país. Coberto pela maior floresta tropical do mundo, a Amazônia, o Amazonas é o maior estado do Brasil em território, com mais de 1,5 milhão de quilômetros quadrados (km²), um pouco maior que a área somada das regiões Sudeste e Sul. Constitui-se também na nona maior subdivisão mundial de países. Seu território é dividido em 62 municípios, número menor que os 75 de Sergipe, o menor estado brasileiro. Boa parte dos municípios amazonenses apresentam grandes áreas territoriais.
A capital e município mais antigo do Amazonas é Manaus, fundado em 1669 com o nome de "São José da Barra do Rio Negro", elevado à categoria de vila em 1832 e à cidade em 1848, tendo seu nome atual desde 1856. É também o município mais populoso do estado e o sétimo do Brasil, com mais de dois milhões de habitantes, mais da metade da população estadual. Barcelos, o maior município amazonense em área territorial e o segundo do país, com mais de 122 mil km², foi a primeira capital do Amazonas (na época Capitania de São José do Rio Negro) de 1758, ano de sua fundação, até 1791, quando a sede administrativa da capitania fora transferida definitivamente para a atual cidade de Manaus.
Faz divisa com Roraima a nordeste; Pará a leste; Rondônia e Mato Grosso a sul e Acre a sudoeste. Está nas fronteiras do Brasil com três países sul-americanos: Venezuela (norte), Colômbia e Peru, os dois últimos a oeste. Apesar de situado quase totalmente na Planície Amazônica, é no Amazonas, mais especificamente no município de Santa Isabel do Rio Negro, que se localizam os dois pontos mais altos do Brasil, sendo eles o Pico da Neblina, a uma altitude de 2 995 metros (m), e o Pico 31 de Março, com 2 974 m, ambos na Serra do Imeri, próximos à fronteira do Brasil com a Venezuela. O Amazonas é ainda a segunda unidade federativa mais populosa da região Norte, com mais de quatro milhões de habitantes, depois do Pará, porém pouco povoado, com uma das mais baixas densidades demográficas do país, apenas pouco superior a 2 hab./km².
Apenas seis de seus municípios são atravessados pela linha do Equador: Barcelos, Nhamundá, Presidente Figueiredo, Santa Isabel do Rio Negro, São Gabriel da Cachoeira e Urucará, o que representa 9,68% do total.

## Municípios

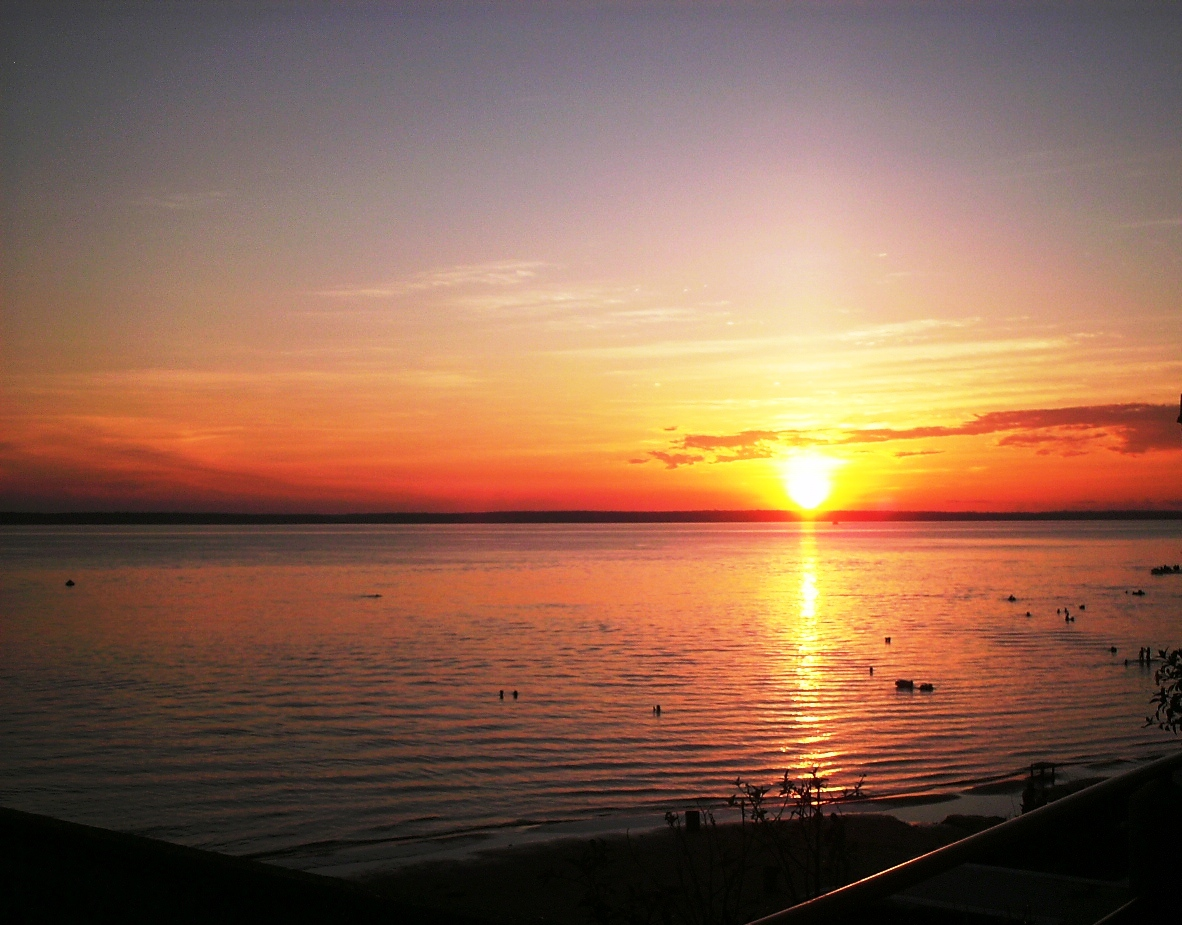
Pôr-do-sol no Rio Negro em Barcelos

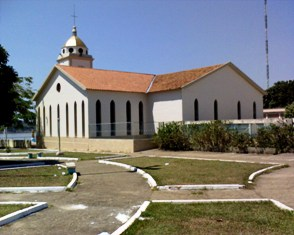
Catedral de Humaitá

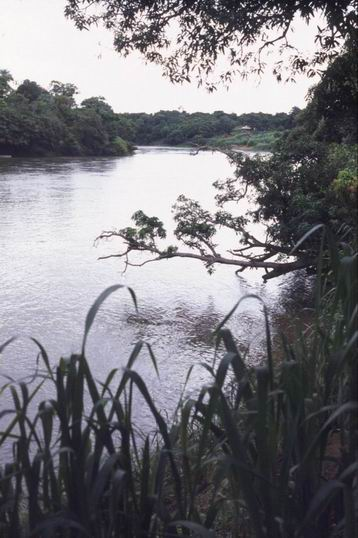
Rio Juruá, que dá origem ao nome do município de Juruá

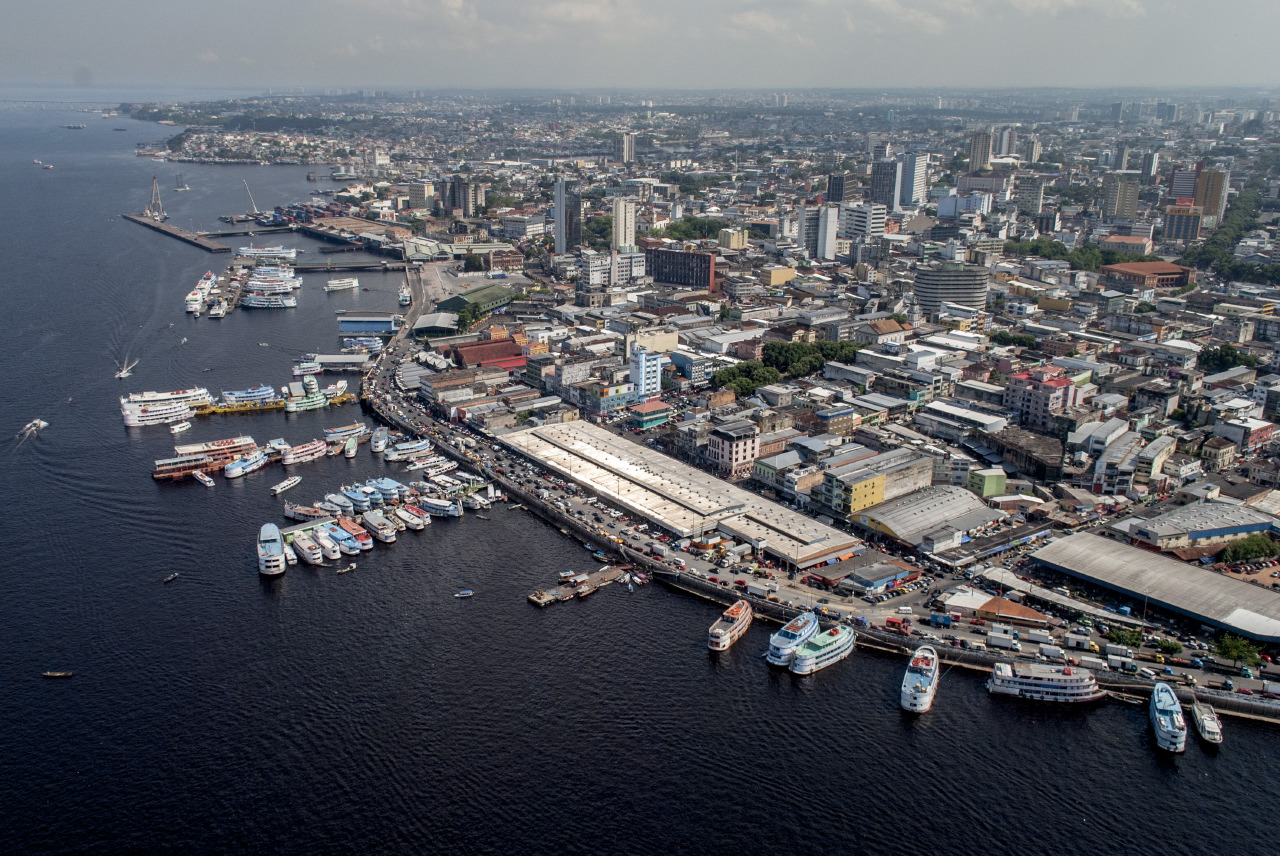
Porto de Manaus, a capital do Amazonas

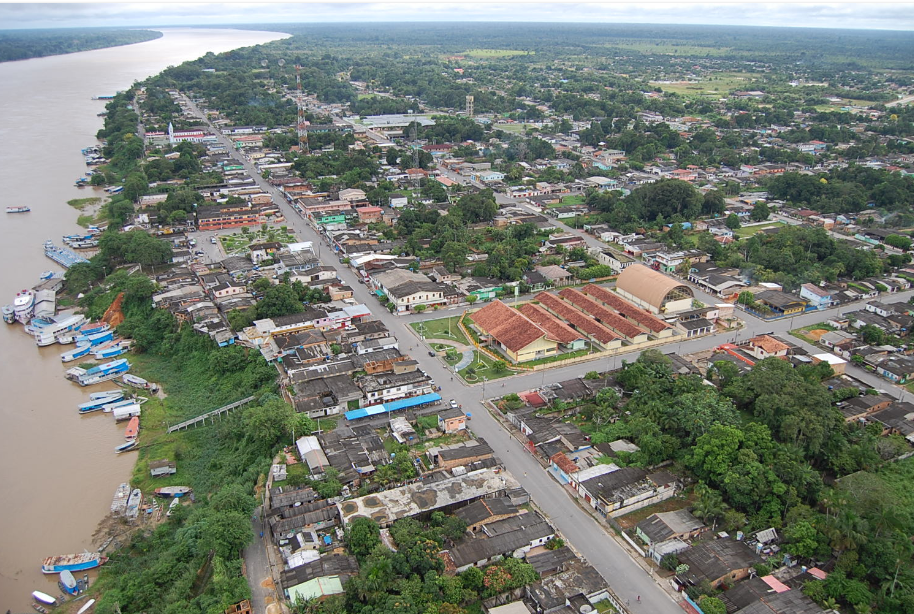
Vista aérea de Manicoré

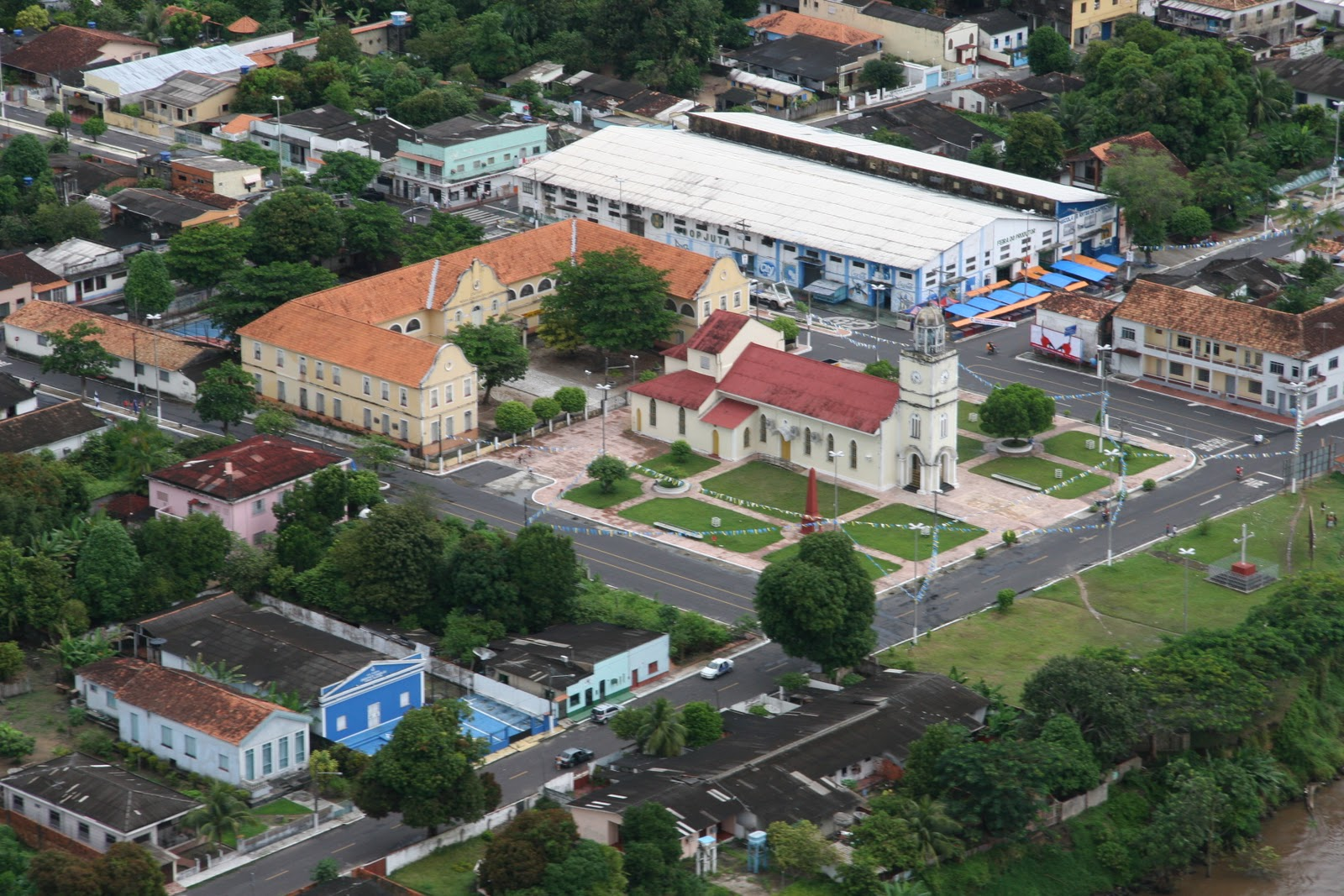
Vista aérea de Parintins

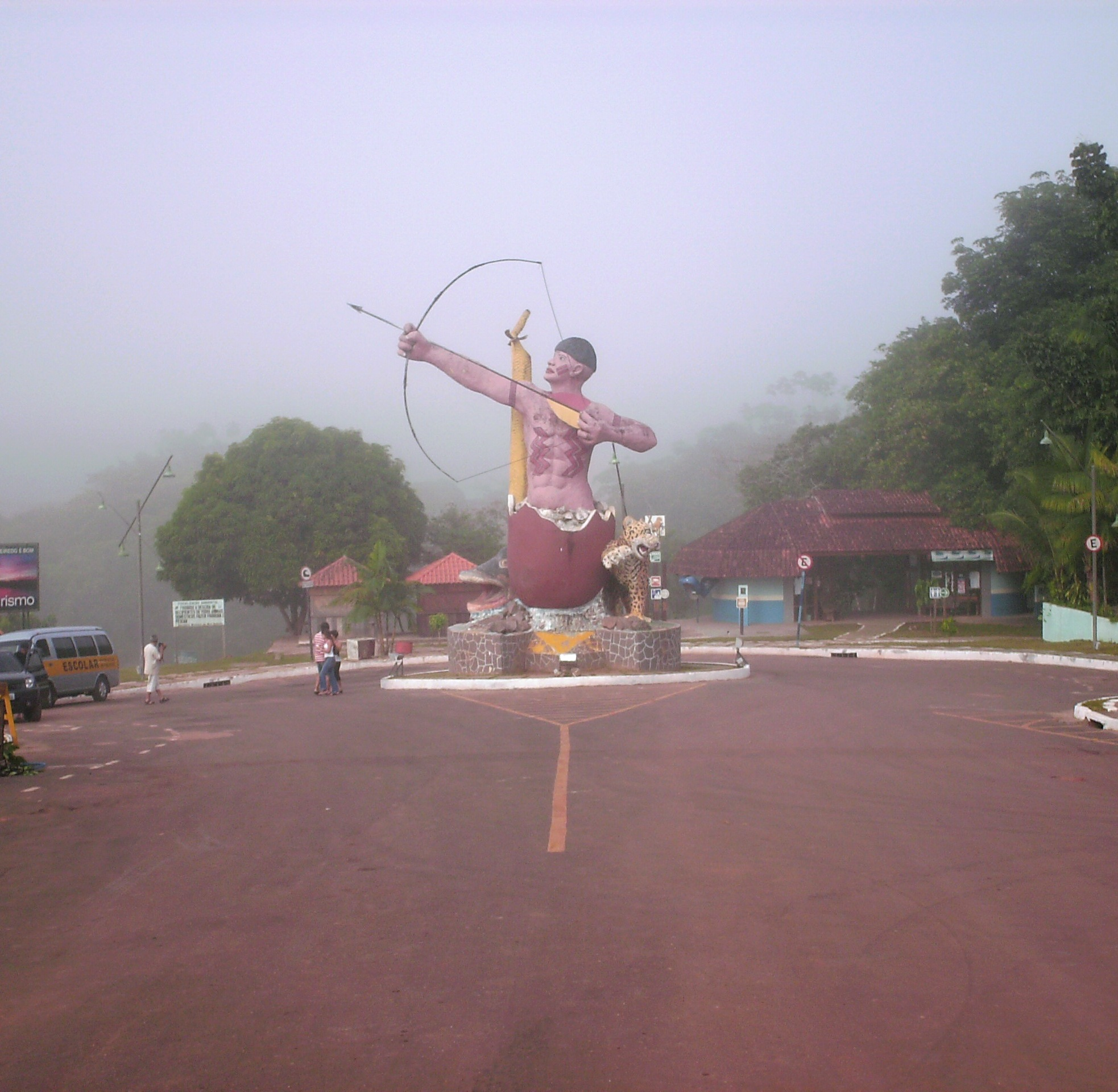
Monumento na principal praça turística de Presidente Figueiredo

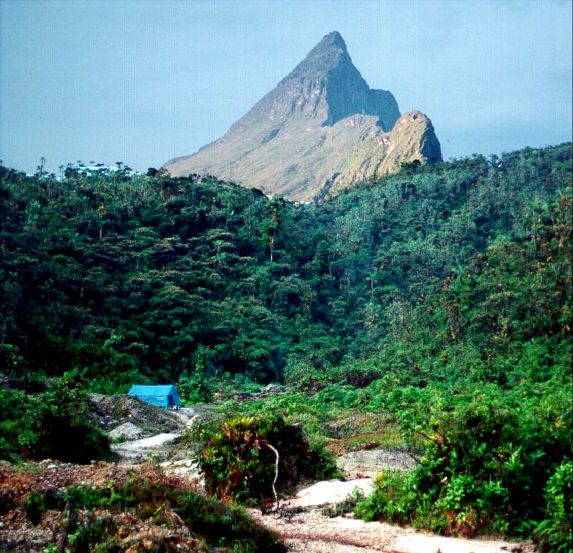
Pico da Neblina em Santa Isabel do Rio Negro

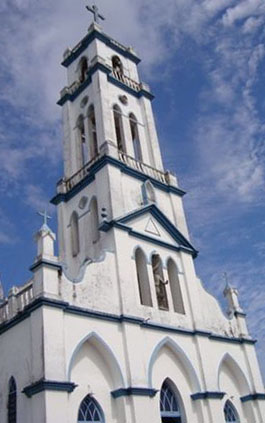
Catedral de São Gabriel da Cachoeira

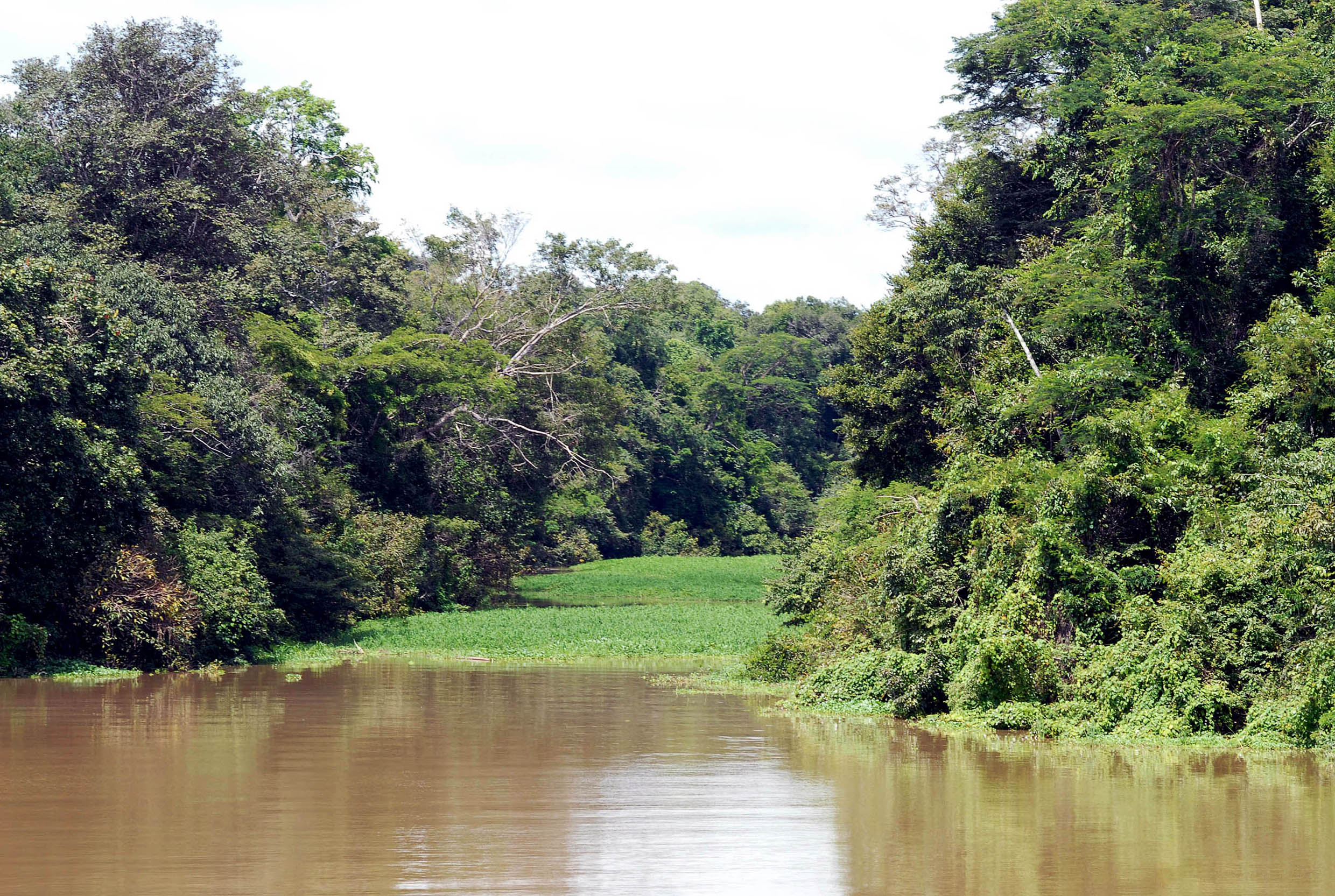
Rio Tefé em Tefé

| Posição | Município                 | Código IBGE | Localização |
| ------- | ------------------------- | ----------- | ----------- |
| 1       | Alvarães                  | 1300029     |             |
| 2       | Amaturá                   | 1300060     |             |
| 3       | Anamã                     | 1300086     |             |
| 4       | Anori                     | 1300102     |             |
| 5       | Apuí                      | 1300144     |             |
| 6       | Atalaia do Norte          | 1300201     |             |
| 7       | Autazes                   | 1300300     |             |
| 8       | Barcelos                  | 1300409     |             |
| 9       | Barreirinha               | 1300508     |             |
| 10      | Benjamin Constant         | 1300607     |             |
| 11      | Beruri                    | 1300631     |             |
| 12      | Boa Vista do Ramos        | 1300680     |             |
| 13      | Boca do Acre              | 1300706     |             |
| 14      | Borba                     | 1300805     |             |
| 15      | Caapiranga                | 1300839     |             |
| 16      | Canutama                  | 1300904     |             |
| 17      | Carauari                  | 1301001     |             |
| 18      | Careiro                   | 1301100     |             |
| 19      | Careiro da Várzea         | 1301159     |             |
| 20      | Coari                     | 1301209     |             |
| 21      | Codajás                   | 1301308     |             |
| 22      | Eirunepé                  | 1301407     |             |
| 23      | Envira                    | 1301506     |             |
| 24      | Fonte Boa                 | 1301605     |             |
| 25      | Guajará                   | 1301654     |             |
| 26      | Humaitá                   | 1301704     |             |
| 27      | Ipixuna                   | 1301803     |             |
| 28      | Iranduba                  | 1301852     |             |
| 29      | Itacoatiara               | 1301902     |             |
| 30      | Itamarati                 | 1301951     |             |
| 31      | Itapiranga                | 1302009     |             |
| 32      | Japurá                    | 1302108     |             |
| 33      | Juruá                     | 1302207     |             |
| 34      | Jutaí                     | 1302306     |             |
| 35      | Lábrea                    | 1302405     |             |
| 36      | Manacapuru                | 1302504     |             |
| 37      | Manaquiri                 | 1302553     |             |
| 38      | Manaus                    | 1302603     |             |
| 39      | Manicoré                  | 1302702     |             |
| 40      | Maraã                     | 1302801     |             |
| 41      | Maués                     | 1302900     |             |
| 42      | Nhamundá                  | 1303007     |             |
| 43      | Nova Olinda do Norte      | 1303106     |             |
| 44      | Novo Airão                | 1303205     |             |
| 45      | Novo Aripuanã             | 1303304     |             |
| 46      | Parintins                 | 1303403     |             |
| 47      | Pauini                    | 1303502     |             |
| 48      | Presidente Figueiredo     | 1303536     |             |
| 49      | Rio Preto da Eva          | 1303569     |             |
| 50      | Santa Isabel do Rio Negro | 1303601     |             |
| 51      | Santo Antônio do Içá      | 1303700     |             |
| 52      | São Gabriel da Cachoeira  | 1303809     |             |
| 53      | São Paulo de Olivença     | 1303908     |             |
| 54      | São Sebastião do Uatumã   | 1303957     |             |
| 55      | Silves                    | 1304005     |             |
| 56      | Tabatinga                 | 1304062     |             |
| 57      | Tapauá                    | 1304104     |             |
| 58      | Tefé                      | 1304203     |             |
| 59      | Tonantins                 | 1304237     |             |
| 60      | Uarini                    | 1304260     |             |
| 61      | Urucará                   | 1304302     |             |
| 62      | Urucurituba               | 1304401     |             |